# Madame Alexander
Madame Alexander är ett varumärke för en amerikansk docka, introducerad 1923 av Beatrice Alexander.
Madame Alexander är också affärsnamnet för Beatrice Alexander, som föddes som Bertha Alexander, och senare bytte namn till Beatrice, gifte sig med Philip Behrman och sedan startade eget dockföretag. Hon var amerikansk entreprenör, och skapade de första dockorna baserade på en fiktiv figur – Scarlett O'Hara från boken och långfilmen Borta med vinden. Hon var tidigt med och skapade massproducerade dockor som föreställde levande personer, som femlingarna Dionne 1936 och drottning Elizabeth II av Storbritannien 1953 i samband med kröningen. 2002 introducerades två Judy Garland-dockor.

### Fotnoter
1. ↑  Madame Alexander Dolls – All About Madame Alexander Dolls Arkiverad 12 mars 2012 hämtat från the Wayback Machine.. Collectdolls.about.com (17 november 2010). Läst 27 november 2010.
2. ↑  ”Most Popular Toys of the Last 100 Years: Madame Alexander Collectible Dolls”. Forbes. Arkiverad från originalet den 2 januari 2013. https://archive.is/20130102235254/http://www.forbes.com/2005/12/01/cx_lh_1202featlide_3.html. Läst 24 december 2009.